# Sofia Thorup
Sofia Thorup (Sint-Petersburg, 20 december 1997) is een Deens-Russisch shorttrackster en langebaanschaatsster. Voor haar huwelijk in 2022 droeg ze de achternaam Prosvirnova.

## Biografie
Thorup werd geboren als Sofja Sergejevna Prosvirnova (Russisch: Софья Сергеевна Просвирнова) in Sint-Petersburg, waar ze op jonge leeftijd begon met shorttracken. 

## Shorttrack
Thorup vertegenwoordigde Rusland op de Olympische Winterspelen van 2014, in 2018 en in 2022. In 2018 schaatste Thorup officieel namens de Olympische Atleten uit Rusland en in 2022 namens het Russisch Olympisch Comité, omdat de naam Rusland verboden was wegens dopingperikelen. Verder deed ze mee aan wereldkampioenschappen en Europese kampioenschappen. Op de wereldkampioenschappen behaalde ze een keer zilver op de 1000 meter en een keer brons met de Russische aflossingsploeg. Op de Europese kampioenschappen won Thorup 5 gouden medailles op losse afstanden, en werd ze drie keer tweede en twee keer derde in het allroundklassement.

## Langebaanschaatsen
In september 2023 reed Thorup in het langebaanschaatsen haar eerste wedstrijden onder Deense vlag.

### Persoonlijke records
| Afstand    | Tijd    | Datum            | Baan           |
| ---------- | ------- | ---------------- | -------------- |
| 500 meter  | 38,30   | 21 december 2024 | Salt Lake City |
| 1000 meter | 1.15,46 | 6 februari 2024  | Salt Lake City |
| 1500 meter | 1.55,60 | 21 december 2024 | Salt Lake City |
| 3000 meter | 4.19,99 | 26 januari 2024  | Salt Lake City |

(laatst bijgewerkt: 21 december 2024)

### Resultaten
| Jaar | EK Sprint           | WK Sprint            | WK Afstanden                 |
| ---- | ------------------- | -------------------- | ---------------------------- |
| 2024 |                     | DQ (DQ, 17e, 25e, -) |                              |
| 2025 | 6e (7e, 5e, 6e, 6e) |                      | 23e 500m 21e 1000m 19e 1500m |

(#, #, #, #) = afstandspositie op sprinttoernooi (500m, 1000m, 500m, 1000m).

## Persoonlijk
Thorup is getrouwd met de Deense langebaanschaatser Viktor Hald Thorup. In april 2023 kondigde Thorup aan de Deense nationaliteit aan te nemen en voor Denemarken, het land van haar man, uit te willen komen. Russische sporters waren op basis van nationaliteit al uitgesloten in veel sportcompetities door de invasie van Rusland in Oekraïne in 2022.